# Clarinbridge

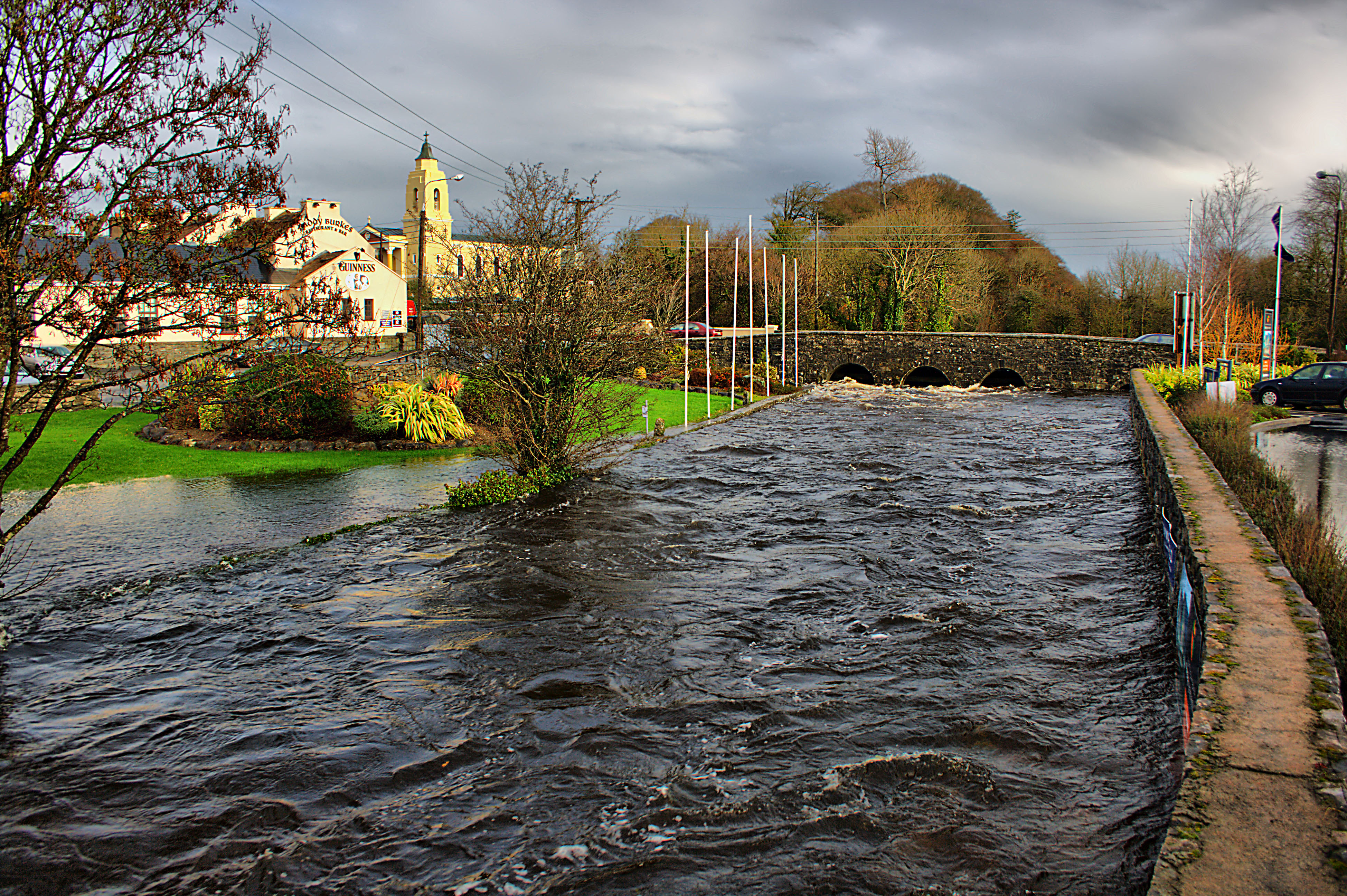
Der Fluss Clarin, Clarinbridge, tritt nach tagelangem Dauerregen über die Ufer.(2009)

Clarinbridge (selten Clarenbridge, irisch Droichead an Chláirín) ist ein Ort im County Galway im Westen der Republik Irland.
Da der Ort außerhalb einer Gaeltacht-Region liegt, sind der irische und der englische Name gleichberechtigt.
Clarinbridge entstand als Brückenbau am River Clarin. Der Ort liegt 13 Kilometer südöstlich von Galway an der Einmündung der Nationalstraße N67 vom County Kerry nach Galway. Es ist der östlichste Ort in der Galway Bay (Dunbulcaun Bay). 
Die Einwohnerzahl von Clarinbridge wurde beim Census 2016 noch mit 384 Personen, 2022 mit 905 angegeben.
1763 wechselte der Landbesitz hier von der normannischen Familie Burke (Burgh) auf die Familie Redington. Das führte zu einem Aufschwung in der Gegend. Schulen und Kirchen wurden errichtet. Das Kilcornan House, ursprünglich dem Uligo de Burgo zugeschrieben, wurde 1836 in das Herrenhaus der Redingtons durch den Architekten George Papworth umgebaut. 
Die Galway Bay Area ist bekannt für die natürlichen Austernbänke. Seit 1954 fand in Clarinbridge das Clarinbridge Oyster Festival statt, das Mitte der 1980er Jahre vollständig nach Galway umzog. Ab 2019 wird parallel dazu wieder jährlich in Clarinbridge ein solches Festival abgehalten. 
Erfolgreich ist der Hurlingclub des Ortes, der 1889 gegründete Clarenbridge GAA.